# Carlotta Mannu
Carlotta Mannu (Torino, 27 aprile 1966) è una giornalista italiana, inviata e meteorologa del TG1 delle 20:00.

## Biografia
Carlotta ha cominciato a lavorare come giornalista a soli 22 anni, appena laureata.
Dal 2010 al 2014 ha condotto lo spazio meteo del TG1 con Valentina Bisti e Alessandra Di Tommaso.